# Muntiacus puhoatensis
El muntíaco de Pu Hoat (Muntiacus puhoatensis) es una especie de mamífero artiodáctilo de la familia Cervidae originario de la zona de Pu Hoat, en la provincia de Nghệ An (Vietnam), zona limítrofe con Laos.

## Hábitat y características
Este muntíaco se encuentra en bosques tropicales cerrados a partir de los 900 m. Su población se concentra únicamente en Vietnam, aunque se cree que podría haber ejemplares en Laos.
Como la mayoría de especies de muntíacos, se cree que no es una especie gravemente amenazada, aunque preocupa sobremanera la destrucción de su hábitat, principalmente la fragmentación de los bosques y muy especialmente los hábitos de caza de las poblaciones locales.